# Dietrich Loher
Dietrich Loher (auch Dierick Loer, latinisiert Theodoricus Loher a Stratis, * um 1495 in Stratum, Nordbrabant; † 26. August 1554 in Würzburg) war ein Theologe, Kartäusermönch, Kirchenpolitiker und Herausgeber theologischer Schriften.

## Leben

Die alte Kartause Hildesheim im Jahr 1586, rechts im Bild.

Dietrich Loher trat 1520 in Köln in den Kartäuserorden ein und wurde dort 1525 Sakristan und im Jahr 1530 Vikar. Er begann eine umfangreiche schriftstellerische Tätigkeit. Im Jahr 1538 gab er die Schriften seines Lehrers, des Priors der Kölner Kartause Peter Blommeveen (1466–1536), heraus und ließ eine umfangreiche Edition der Werke des Dionysius Carthusianus (1402/03–1471) drucken.
Lohers Wirken beschränkte sich nicht auf editorische und wissenschaftliche Betätigung. 1539 wurde er Prior der Kartause Hildesheim. Nach Übergriffen des protestantisch gewordenen Hildesheimer Stadtrates und nach mehrmaliger Plünderung des Klosters in den Jahren 1542 und 1543 zog sich Loher mit seinen Mitbrüdern zunächst nach Köln zurück.

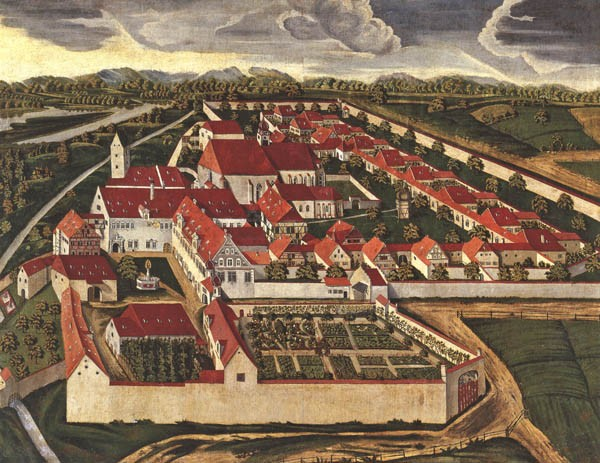
Die Kartause Buxheim um 1690.

Im Jahr 1543 wurde Loher Prior der oberschwäbischen Kartause Buxheim bei Memmingen und übernahm als Provinzial auch die Leitung der Ordensprovinz Niederschwaben. Nachdem 1546 der protestantische Memminger Stadtrat die Kartause beschlagnahmt hatte, erreichte Loher im Jahr 1547 auf dem Augsburger Reichstag die Rückgabe der Kartause durch kaiserliche Intervention. 1548 übernahmen das Haus Habsburg und das Heilige Römische Reich den Schutz des Klosters Buxheim, das daraufhin die Stellung einer „Reichskartause“ erlangte.
Das Generalkapitel seines Ordens beauftragte Loher 1548, Verhandlungen zur Rückgabe der durch die Reformation verlorenen Klöster zu führen. Es gelang ihm, die Kartausen  Erfurt und, zunächst nur formell, Hildesheim für den Orden zurückzugewinnen. Die Hildesheimer Kartause nutzte man inzwischen als Bestandteil der Stadtbefestigung. Erst im Jahr 1613 konnten die Kartäuser das Kloster wieder besiedeln.
1554 wurde Dietrich Loher zum Visitator der oberdeutschen, niederdeutschen und sächsischen Provinzen und zum Bevollmächtigten der rheinischen Ordensprovinz ernannt. Er starb im gleichen Jahr während einer Visitation in Würzburg.
Dietrichs jüngerer Bruder Bruno Loher (* ca. 1500; † 30. Juli 1557) lebte ebenfalls als Kartäuser in Köln und war dort Vicar und Novizenmeister. Auch Bruno trat als Herausgeber auf, u. a. von Werken des Johannes Justus von Landsberg.

## Werke (Auswahl)
- D. Dionysii a Rickel Carthusiani, insigne commentariorvm opvs, in psalmos omnes Dauidicos … , Köln 1531
- Der Psalter latein und teutsch, Köln 1535
- Vitae sanctorum patrum veteris catholicae atque apostolicae ecclesiae, Köln 1548